# エリキ・ナシメント・デ・リマ
エリキ（Erik）ことエリキ・ナシメント・デ・リマ（ポルトガル語: Erik Nascimento de Lima、1994年7月18日 - ）は、ブラジル・パラー州ノーヴォ・ヘパルチメント出身のプロサッカー選手。Jリーグ・ヴィッセル神戸所属。ポジションはフォワード（FW）。
2023年のJ2リーグMVP受賞者。

## 経歴

### ゴイアス
2004年に10歳でゴイアスECの下部組織に入団。2013年2月にコパ・サンパウロ・ジ・フチボウ・ジュニオールで活躍しトップチームに昇格。
2013年3月7日に2016年12月まで契約を更新。同月27日のカンピオナート・ゴイアーノでダヴィドと交代で出場し選手初出場。7月7日にカンピオナート・ブラジレイロ・セリエAでスターティングメンバーに名を連ねて全国選手権初出場。しかし両リーグともに出場機会が多いとは言えなかった。
2014年2月26日にプロ初得点。アラウージョ、リチェーリといったベテランから序列を追い抜いた。同年は5月4日に全国1部初出場。その後サントスFC戦で得点をあげたのを皮切りに、8月31日にハットトリック、ECバイーアとアソシアソン・シャペコエンセ・ジ・フチボウからも2点ずつを奪った。12得点で全国選手権を終え、同年の新人賞を獲得した。
移籍の噂も根強かったが、残留した。カンピオナート・ゴイアーノでは2得点。カンピオナート・ブラジレイロ・セリエAでは26試合10得点を記録した。

### パルメイラス
スュペル・リグのフェネルバフチェSKからの興味が報じられていたが、2015年12月23日に5年契約でSEパルメイラスに加入。彼の所有権の60%を300万ユーロで買い取っての移籍であった。
1月19日にカンピオナート・パウリスタでガブリエル・ジェズスに代わって出場し初出場。控えが定位置であったのもあり、得点には貢献できなかった。カンピオナート・ブラジレイロ・セリエAでは5月29日が移籍後の初陣となり、ガブリエル・ジェズスに代わって途中出場した。7月4日に初得点。
2017年12月14日にアトレチコ・ミネイロが1年のレンタル移籍での加入を発表した。

### 横浜F・マリノス
2019年8月5日に横浜F・マリノスが期限付き移籍での加入を発表した。8月24日、リーグ第24節の名古屋グランパス戦ではバイシクルシュートで来日初ゴールを記録。このゴールは海外メディアからも「教科書のよう」などと報じられた。途中加入ながらもリーグ戦で12試合8得点を記録し、15年ぶりのリーグ優勝に大きく貢献した。
2020年、期限付き移籍期間を延長して残留。リーグ戦でチーム1位タイの13得点を挙げた。
2021年1月13日、期限付き移籍期間が満了したことを発表した。

### 長春亜泰
2021年2月25日、中国スーパーリーグ・長春亜泰への完全移籍が発表された。背番号は「11」番。
2022年は26試合出場で8得点9アシストと活躍を見せた。

### FC町田ゼルビア
2023年1月1日、J2のFC町田ゼルビアへの完全移籍加入が発表された。3年ぶりのJリーグ復帰となる。31節の清水との対戦で負傷離脱を強いられ、その後は出場が無かったが、その穴を藤尾翔太が埋めてチームは大きく成績を落とすことはなかった。30試合で18得点を決めるなど、チームのJ1昇格に貢献した。J2のMVPを受賞した。
2024年、第11節で復帰した。

### ヴィッセル神戸
2025年3月5日、J1のヴィッセル神戸 に期限付き移籍されたことが両クラブの公式から発表。

## エピソード
- 2024年6月のガンバ大阪戦では、試合後にピッチにいたエリキとその子供に対してガンバサポーター複数人が脅迫、殺害予告を行った[30]。
- 所属していた町田ゼルビアの代表を務めている藤田晋は競馬の馬主としても有名であり、藤田の所有馬の中にエリキングがいるがその馬名の由来がエリキから来ている。藤田は「どこかのインタビューで『エリキングと呼ばれたい』と言ってたんですけど、誰も呼んでいないんですよ。だから代わりに付けました。」とコメントしている。

## 個人成績
| 国内大会個人成績 | 国内大会個人成績     | 国内大会個人成績 | 国内大会個人成績 | 国内大会個人成績 | 国内大会個人成績 | 国内大会個人成績 | 国内大会個人成績 | 国内大会個人成績 | 国内大会個人成績 | 国内大会個人成績 | 国内大会個人成績 |
| 年度             | クラブ               | 背番号           | リーグ           | リーグ戦         | リーグ戦         | リーグ杯         | リーグ杯         | オープン杯       | オープン杯       | 期間通算         | 期間通算         |
| 年度             | クラブ               | 背番号           | リーグ           | 出場             | 得点             | 出場             | 得点             | 出場             | 得点             | 出場             | 得点             |
| ブラジル         | ブラジル             | ブラジル         | ブラジル         | リーグ戦         | リーグ戦         | ブラジル杯       | ブラジル杯       | オープン杯       | オープン杯       | 期間通算         | 期間通算         |
| ---------------- | -------------------- | ---------------- | ---------------- | ---------------- | ---------------- | ---------------- | ---------------- | ---------------- | ---------------- | ---------------- | ---------------- |
| 2013             | ゴイアス             |                  | セリエA          | 4                | 0                | 0                | 0                | -                | -                | 4                | 0                |
| 2014             | ゴイアス             |                  | セリエA          | 34               | 12               | 0                | 0                | -                | -                | 34               | 12               |
| 2015             | ゴイアス             |                  | セリエA          | 26               | 10               | 0                | 0                | -                | -                | 26               | 10               |
| 2016             | パルメイラス         |                  | セリエA          | 16               | 3                | 0                | 0                | -                | -                | 16               | 3                |
| 2017             | パルメイラス         |                  | セリエA          | 9                | 0                | 0                | 0                | -                | -                | 9                | 0                |
| 2018             | アトレチコ・ミネイロ |                  | セリエA          | 5                | 0                | 0                | 0                | -                | -                | 5                | 0                |
| 2018             | ボタフォゴ           |                  | セリエA          | 17               | 5                | 0                | 0                | -                | -                | 17               | 5                |
| 2019             | ボタフォゴ           |                  | セリエA          | 10               | 1                | 0                | 0                | -                | -                | 10               | 1                |
| 日本             | 日本                 | 日本             | 日本             | リーグ戦         | リーグ戦         | リーグ杯         | リーグ杯         | 天皇杯           | 天皇杯           | 期間通算         | 期間通算         |
| 2019             | 横浜FM               | 17               | J1               | 12               | 8                | 0                | 0                | 1                | 1                | 13               | 9                |
| 2020             | 横浜FM               | 17               | J1               | 29               | 13               | 2                | 0                | -                | -                | 31               | 13               |
| 中国             | 中国                 | 中国             | 中国             | リーグ戦         | リーグ戦         | リーグ杯         | リーグ杯         | FA杯             | FA杯             | 期間通算         | 期間通算         |
| 2021             | 長春亜泰             | 11               | 中国超級         | 22               | 7                | -                | -                | 2                | 1                | 24               | 8                |
| 2022             | 長春亜泰             | 11               | 中国超級         | 26               | 8                | -                | -                | -                | -                | 26               | 8                |
| 日本             | 日本                 | 日本             | 日本             | リーグ戦         | リーグ戦         | リーグ杯         | リーグ杯         | 天皇杯           | 天皇杯           | 期間通算         | 期間通算         |
| 2023             | 町田                 | 11               | J2               | 30               | 18               | -                | -                | 0                | 0                | 30               | 18               |
| 2024             | 町田                 | 11               | J1               | 26               | 3                | 5                | 1                | 1                | 0                | 32               | 4                |
| 2025             | 町田                 | 11               | J1               | 0                | 0                | -                | -                | -                | -                | 0                | 0                |
| 2025             | 神戸                 | 27               | J1               |                  |                  |                  |                  |                  |                  |                  |                  |
| 通算             | ブラジル             | ブラジル         | セリエA          | 121              | 31               | 0                | 0                | -                | -                | 121              | 31               |
| 通算             | 日本                 | 日本             | J1               | 67               | 24               | 7                | 1                | 2                | 1                | 76               | 26               |
| 通算             | 日本                 | 日本             | J2               | 30               | 18               | -                | -                | 0                | 0                | 30               | 18               |
| 通算             | 中国                 | 中国             | 中国超級         | 48               | 15               | -                | -                | 2                | 1                | 50               | 16               |
| 総通算           | 総通算               | 総通算           | 総通算           | 266              | 88               | 7                | 1                | 4                | 2                | 277              | 91               |

| 国際大会個人成績 | 国際大会個人成績 | 国際大会個人成績 | 国際大会個人成績 | 国際大会個人成績 |
| 年度             | クラブ           | 背番号           | 出場             | 得点             |
| AFC              | AFC              | AFC              | ACL              | ACL              |
| ---------------- | ---------------- | ---------------- | ---------------- | ---------------- |
| 2020             | 横浜FM           | 17               | 3                | 1                |
| 2024-25          | 神戸             | 27               | 1                | 0                |
| 通算             | AFC              | AFC              | 4                | 1                |

## 代表歴
2013年5月8日にU-20代表のトゥーロン国際大会のメンバーに選出された。ジオヴァンニ・ピッコローモとヴィニシウス・アラウージョの控えであったため、ナイジェリア戦のみの出場であったがここで得点した。
2015年3月6日にU-23代表に招集された。27日のパラグアイ戦で初出場。

## タイトル

### クラブ
パルメイラス
- カンピオナート・ブラジレイロ・セリエA: 2016

横浜F・マリノス
- J1リーグ：2019年

FC町田ゼルビア
- J2リーグ：2023年

### 代表
- トゥーロン国際大会: 2013[32]

### 個人
- カンピオナート・ブラジレイロ・セリエA最優秀新人賞: 2014[11]
- J1リーグ月間MVP（2020シーズン9月度）[35]
- J2リーグ最優秀選手（2023）[36]
- J2リーグベストイレブン（2023）[36]